# 悲しみがとまらない
「悲しみがとまらない」（かなしみがとまらない　英：I CAN'T STOP THE LONELINESS）は、杏里の14枚目のシングル。 1983年11月5日発売。発売元はフォーライフ・レコード。

## 解説
「オリビアを聴きながら」、「CAT'S EYE」「SUMMER CANDLES」と共に、杏里を代表する一曲でもあり、翌月発売で6枚目のオリジナルアルバム『Timely!!』からの先行シングル曲であった。プロモーション・ビデオも初めて制作されている。

## 制作
この曲の編曲家のひとりである角松敏生の述懐によると、杏里と当時同じ事務所に所属し、かねてから杏里のアルバム制作にも関わっていた縁でプロデューサーを任せられた。「『CAT'S EYE』の一発だけで終わらせずに、それに続くヒット曲を」という至上命令のもと、当時一部の若者層だけにウケていた自身や杏里の制作スタイルでやったような作詞・作曲・編曲をすべて自分自身で賄うことはせず、幅広い層にウケてもらうようにと、角松が思う当時の歌謡ポップス界において旬の作詞家であった康珍化と作曲家であった林哲司に依頼し、彼らに「友達に彼氏を奪われてやるせなくなると云々」という詞世界とそれに合わせた曲調を説き、角松自身はプロデューサーに徹したという。
この戦略は功を奏し、チャート的には『CAT'S EYE』を凌げなかったものの、見事に連続ヒットを打ち上げた。そして、現在ではスタンダードソングとしても親しまれている。後年、プロデューサーとしても活躍する角松にとっても、その音楽活動を読み解く上で欠かせない曲である。杏里本人も「『CAT'S EYE』よりもこの曲が好きでとても気に入っている」と当時のプロモーション時に語っていた。

## 再発盤
1988年には当時登場したばかりの8センチCDによるCDシングル盤も発売。CDシングル盤はカップリングが『Remember Summer Days』ではなく『Timely!!』から『CAT'S EYE (NEW TAKE)』が収録されている。『Remember Summer Days』は2008年7月にリマスタリング紙ジャケット盤で再発された『Timely!!』のボーナストラックとして、リリースから25年目で初CD化された。

## チャート成績
前作『CAT'S EYE』に引き続き、オリコンでシングル・チャート10位圏内にランクされ、またTBS系「ザ・ベストテン」でも9週間10位以内にランクインして、連続大ヒットを記録する。

## エピソード
なお、「ザ・ベストテン」生出演時（1984年1月12日放送）に同曲を歌唱中、側に座ったチンパンジーが不意に杏里の太腿部分を触る仕草に思わず吹き出し、その後杏里が笑いを堪えきれず歌えなくなってしまうハプニングは、「ザ・ベストテン」名迷場面集における定番シーンのひとつとなった。
2019年には韓国のミュージシャン・Night Tempoによる「Remember Summer Days」のリミックス版が発表。

## カヴァーヴァージョン
リリースから丁度25年に当たる2008年11月5日には、稲垣潤一&小柳ゆきのデュエットによるカヴァーシングルがリリース（後述）。
また、2021年にはDEENによってカヴァーされ、配信限定シングルとして配信された（後述）。
2025年6月4日には、つばきファクトリーによるカヴァーシングル「My Days for You/悲しみがとまらない」がリリース。

## 収録曲

### レコード盤
1. 悲しみがとまらない
  - 作詞：康珍化、作曲：林哲司、編曲：角松敏生・林哲司
2. Remember Summer Days
  - 作詞・作曲・編曲：角松敏生

### CDシングル盤
1. 悲しみがとまらない
  - 作詞：康珍化、作曲：林哲司、編曲：角松敏生・林哲司
2. CAT'S EYE (NEW TAKE)
  - 作詞：三浦徳子、作曲：小田裕一郎、編曲：角松敏生

## 参加ミュージシャン
- ドラム - 菊地丈夫
- ベース - 青木智仁
- ギター - 角松敏生
- ピアノ - 友成好宏
- シンセ - 野力奏一
- パーカッション - 磯広行
- コーラス - EVE
- トランペット・ソロ - 数原晋
- サックス - 鈴木明男
- ホーン・アレンジ - 磯広行
- ストリングス・アレンジ - 瀬尾一三

## 稲垣潤一&小柳ゆきのカヴァー
『悲しみがとまらない』は、稲垣潤一が小柳ゆきとのデュエットにより「稲垣潤一&小柳ゆき」名義で、47枚目のシングルとしてリリースした。稲垣のナンバーとしては、初のデュエットである。
プロモーションビデオは2008年10月21日、台東区根岸の東京キネマ倶楽部で撮影。なお、収録には稲垣・小柳の双方のファンが参加した。
本作以降、「USM JAPAN」から「ユニバーサル ストラテジック マーケティング ジャパン」へ社内でのレーベル変更となっている（「ユニバーサル ストラテジック マーケティング ジャパン」レーベル発足（旧USM JAPANを改組）は2008年1月1日だが、2008年2月リリース前作『サヨナラからのメッセージ』は、USM JAPANレーベルとなっていた）。本曲が収録された稲垣のアルバム『男と女 -TWO HEARTS TWO VOICES-』では、稲垣単独の名義で「悲しみがとまらない (Duet with 小柳ゆき) 」のタイトルとなっている。
稲垣のシングル扱いであるため、ユニバーサルミュージックの「ユニバーサル ストラテジック マーケティング ジャパン」レーベルからのみリリースされ、小柳所属の同社レーベル「NAYUTAWAVE RECORDS」からのリリースはない（カップリングに小柳は参加していない）。
カップリング曲『黄昏のビギン』は、水原弘のカヴァー。ちあきなおみがカヴァーしたことでも知られる。

### 収録曲
1. 悲しみがとまらない（稲垣潤一&小柳ゆき）
  - 作詞：康珍化、作曲：林哲司、編曲：佐藤準
2. 黄昏のビギン（稲垣潤一 with 島健）
  - 作詞：永六輔、作曲：中村八大、編曲：島健
3. 悲しみがとまらない (Instrumental)
  - 作詞：康珍化、作曲：林哲司、編曲：佐藤準

## DEENのカヴァー
『悲しみがとまらない』（かなしみがとまらない）は、DEENの配信限定シングル。 2021年1月5日に配信が開始された。

### 解説
DEENとしては6作品目となる配信限定シングルである。
DEENのカバーアルバム『POP IN CITY 〜for covers only〜』の1曲目に収録されており、配信限定シングルとして先行配信された。

### 収録曲
1. 悲しみがとまらない
  - 作詞:康珍化、作曲:林哲司、編曲:大平勉・山根公路

## その他のカヴァー
悲しみがとまらない
- 傅娟（中国語: 傅娟） - 台湾の歌手・俳優。1986年のアルバム『十個夢』に収録。歌詞は中国語（北京語）でタイトルは「愛會再來」。
- Acid Black Cherry - 2013年のアルバム『Recreation 3』に収録。
- 鮎川麻弥 - 2014年のアルバム『1984』に収録。
- つるの剛士 - 2016年のアルバム『つるのうた3.5』に収録。
- 島津亜矢 - 2019年のアルバム『SINGER 6』に収録。
- 雨宮天 - 2021年のアルバム『COVERS -Sora Amamiya favorite songs-』に収録。
- 輝きノスタルジア（電音部シンオオクボエリア） - 2025年にカバーシングルとして配信。
- つばきファクトリー - 2025年のシングル『My Days for You/悲しみがとまらない』に収録。